# Kanton Montauban-2
Der Kanton Montauban-2 ist seit 1973 ein französischer Wahlkreis im Arrondissement Montauban, im Département Tarn-et-Garonne und in der Region Okzitanien.
Der Kanton besteht aus dem nordöstlichen Teil der Stadt Montauban mit insgesamt 19.993 Einwohnern (Stand: 2022). Bis zur landesweiten Neuordnung der französischen Kantone im März 2015 besaß der Kanton einen anderen INSEE-Code als heute, nämlich 8216.